# Prevenzione quaternaria
(Autore ignoto)
La prevenzione quaternaria o prevenzione della ipermedicalizzazione o  prevenzione della medicina non necessaria è una forma di prevenzione in medicina. Il termine è stato coniato da Marc Jamoulle dell'Università di Liegi nel 1986, al fine di prevenire e ridurre, anche, le conseguenze del disease mongering.
Essa può essere definita come:
(Jamoulle M., Università di Liegi cit. in)
Questo tipo di prevenzione è particolarmente utile nell'ambito della medicina generale (cure primarie), intesa come branca della medicina a sé stante.

## Tipi di prevenzione
Si distinguono quattro tipi di prevenzione in ambito sanitario:
- prevenzione primaria: si applica per ridurre l'insorgenza e lo sviluppo di una malattia o di un evento sfavorevole: lavarsi le mani per prevenire infezioni dell'intestino, che potrebbero sfociare nella diarrea.
- prevenzione secondaria: si applica per intervenire precocemente su una malattia (diagnosi precoce): screenig mammografico per prevenire il tumore della mammella.
- prevenzione terziaria: si applica per evitare le complicanze, le probabilità di recidive ed eventi estremi, conseguenti ad una malattia: controllo della funzione sistolica nei soggetti con scompenso cardiaco.
- prevenzione quaternaria: si applica per evitare gli effetti da iper-medicalizzaione. o di pratiche mediche non strettamente necessarie: ridurre l'uso di farmaci in malattie lievi.

L'idea è quella di evitare eccesso di diagnosi nel paziente e l'accanimento terapeutico, si applica durante tutto l'episodio di cura (periodo preclinico e clinico). Si devono identificare i pazienti a rischio di trattamento eccessivo, per poterli proteggere da un approccio aggressivo, suggerendo interventi che siano eticamente accettabili e al contempo efficaci. Per fare prevenzione quaternaria è necessario modificare il timore di essere sfruttati dalla "mercificazione della malattia" (disease mongering), per cercare di individuare ciò che conta, cioè la qualità della vita.
La prevenzione quaternaria non intende eliminare la medicalizzazione, ma piuttosto moderarla, perché talora non è direttamente legata all'intervento medico, ma a ragioni sociali, culturali e psicologiche. Si deve prediligere, l'incontro e la discussione del medico con il paziente, per limitare l'informazione a senso unico del sistema informativo, lasciato spesso, alle case farmaceutiche, attraverso le proposte di nuovi farmaci in via di commercializzazione.